# Morski pas (album)
Morski pas je četvrti album grupe Daleka obala objavljen 1994. godine, a sadrži 14 pjesama. 

## Popis pjesama
1. Nema te
2. Mađarica
3. Jutro mijenja sve
4. Voli me
5. Sama
6. Ulicama noću
7. Morski pas
8. Morska vila
9. Gordana
10. U zatvoru
11. Prolazi san
12. Zabonacalo je
13. Čulo se buć bać
14. Umorni mornari